# Walt Disney Creative Entertainment
Walt Disney Creative Entertainment est une division de production de spectacles tant techniques que théâtraux pour les parcs à thèmes de la Walt Disney Company. Elle est rattachée à Walt Disney Imagineering, et collabore avec le Buena Vista Theatrical Group.
Cette division a été créée le 1er février 2001 afin de filialiser la production des spectacles et parades, précédemment gérée directement par Walt Disney Entertainment. Les productions pour les parcs Disney ont donc été dissociées des autres productions.
La division conçoit et produit des spectacles de grande envergure, des parades et des feux d'artifice pour les différentes entités de Walt Disney Parks and Resorts.
Elle est actuellement dirigée par Anne Hamburger qui travaillait avant pour La Jolla Playhouse, et dirigeait le spectacle Thoroughly Modern Millie ainsi que l'école En Guard Arts à New York.

## Réalisations

### Disneyland Resort
- Remember... Dreams Come True – Disneyland
- Snow White – An Enchanting New Musical – Disneyland
- Walt Disney's Parade of Dreams – Disneyland
- Block Party Bash – Disney California Adventure
- Disney's Aladdin – A Musical Spectacular – Disney's California Adventure
- Playhouse Disney – Live on Stage! – Disney's California Adventure
- Mickey Mouse Clubhouse Live! – Disney's California Adventure
- Disney's World of Color – Disney's California Adventure

### Walt Disney World Resort
- Wishes – Magic Kingdom
- HalloWishes – Magic Kingdom
- Holiday Wishes – Magic Kingdom
- Cinderellabration – Magic Kingdom
- Disney and Pixar's Finding Nemo – The Musical – Disney's Animal Kingdom
- Cinderella's Surprise Celebration  – Magic Kingdom
- Bear in the Big Blue House LIVE!  – Disney-MGM Studios (1999–2001)
- Playhouse Disney – Live on Stage! – Disney's Hollywood Studios (2001–2018)
- Fantasmic! – Disney's Hollywood Studios

### Tokyo Disney Resort
- Cinderellabration – Tokyo Disneyland
- Mickey's Gift of Dreams – Tokyo Disneyland
- Dreams on Parade – Tokyo Disneyland
- BraviSEAmo – Tokyo DisneySea

### Disneyland Paris
- Wishes – Parc Disneyland
- Disney Dreams! – Parc Disneyland
- Disney Illuminations – Parc Disneyland
- Disney Tales of Magic – Parc Disneyland
- Legend of the Lion King – Parc Disneyland
- The Tarzan Enocunter – Parc Disneyland
- Animagique – Walt Disney Studios
- Mickey et le Magicien – Walt Disney Studios
- Avengers: Power the Night – Walt Disney Studios
- Cinema Parade – Walt Disney Studios
- Playhouse Disney – Live on Stage! – Walt Disney Studios

### Disney Cruise Line
- Twice Charmed – An Original Twist on the Cinderella Story – Disney Magic
- The Golden Mickeys – Disney Magic et Disney Wonder
- Morty the Magnificent – Disney Magic
- Disney And Pixar's Toy Story: The Musical – Disney Wonder
- Disney Dreams – Disney Magic et Disney Wonder

### Hong Kong Disneyland Resort
- Festival of the Lion King – Hong Kong Disneyland
- The Golden Mickeys – Hong Kong Disneyland
- Disney on Parade – Hong Kong Disneyland
- Disney in the Stars – Hong Kong Disneyland